# Baja 1000
La Baja 1000 (oficialment: SCORE Baja 1000) és una cursa de desert que té lloc a la Península de Baixa Califòrnia (Mèxic) anualment a finals de novembre, integrada en un campionat que inclou també altres curses: Baja 500, San Felipe 250 i Primm 300. L'esdeveniment és obert a diverses categories de vehicles, com ara motocicletes de petita i gran cilindrada, Volkswagen stock, vehicles de sèrie, buggies, camions i vehicles preparats per a curses.
La primera cursa oficial, amb el nom de NORRA Mexican 1000 Rally, se celebrà el 31 d'octubre de 1967. Sortia de Tijuana (Baixa Califòrnia) i arribava a La Paz (Baixa Califòrnia Sud), amb una longitud total de 1.366,333 km (849 milles). Els guanyadors foren la parella Vic Wilson/Ted Mangels, al volant d'un buggy Meyers Manx, amb un temps total de 27 hores i 38 minuts.
El recorregut s'ha mantingut relativament igual al llarg dels anys, havent estat gairebé sempre una cursa punt a punt (amb sortida a Ensenada i arribada a La Paz) o d'inici i final al mateix lloc (Ensenada). El nom de l'esdeveniment és enganyós atès que el quilometratge varia segons el tipus de cursa sigui punt a punt o no, i antigament es referia a quilòmetres, no pas a milles.

## Història

### 1962: Preludi (la primera cursa cronometrada)
Quan Jack McCormack i Walt Fulton, d'American Honda, decidiren de fer un viatge de llarga distància per a provar la fiabilitat de la nova Honda CL72 Scrambler, li demanaren consell al conegut motociclista de fora asfalt i distribuïdor local de la marca, Bud Ekins. El seu suggeriment fou la ruta de Tijuana a La Paz vorejant l'Autopista Federal Mexicana 1, travessant 1.529 km (950 milles) de roques, sorra, llits secs de llacs, camins de ferradura, ports de muntanya i carretera pavimentada. Bud Ekins declinà de fer el trajecte a causa dels seus lligams amb Triumph, però son germà Dave i Billy Robertson Jr. acordaren de fer-lo per a American Honda.
Després de prendre contacte amb la península de la Baixa Califòrnia amb el Cessna 180 d'en Fulton, començaren el viatge a La Paz la mitjanit del 22 de març de 1962. Essent seguits per dos periodistes en una avioneta i fent servir les oficines de telègraf a la frontera mexicana i a La Paz, Dave Ekins establí el primer temps oficial del trajecte en 39 hores i 56 minuts, amb una distància total de 1.533,222 km (952,7 milles). L'esdeveniment rebé cobertura mediàtica a les revistes Globe, Argosy i Cycle World, fent créixer el respecte i l'admiració per a Honda i la ruta de la Baja (de fet, els articles de Globe  i Argosy  inflaren una mica els seus suposats perills).

### Quatre rodes contra dues

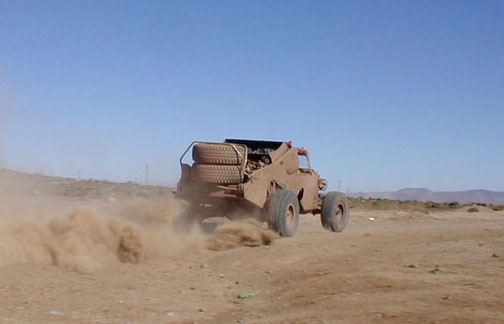
Un vehicle de quatre rodes, anomenat Truggy

Amb la idea de batre el rècord motociclista existent i incrementar les vendes de benzina de Meyers Manx, Bruce Meyers emprà el seu original prototipus de buggy anomenat "Old Red" a la mateixa ruta. Després de prepara-se camí de La Paz, Ted Mangels i Bruce Meyers encetaren l'intent de batre el rècord de tornada a Tijuana, sortint de La Paz a les 10 de la nit del 19 d'abril de 1967. Amb periodistes de la revista Road & Track seguint-los com a testimonis, el temps oficial final fou establert en 34:45, superant la cursa d'Ekins en més de 5 hores.
Havent tornat als EUA, els periodistes que cobrien l'intent enviaren els seus articles i fotografies a centenars de revistes i diaris, amb grans titulars de "El Buggy supera la motocicleta a la Baja". Aviat, més relats d'aventures i rècords de velocitat batuts inundaren les agències de notícies arreu del món. Gràcies a tot aquest rebombori, Bruce Meyers i el seu Meyers Manx esdevingueren molt populars de la nit al dia, i s'encetà la rivalitat entre els vehicles de quatre rodes i les motocicletes per la Baja més ràpida.
Durant els mesos següents sovintejaren els intents de batre el rècord, un dels quals fou una cursa de diversos vehicles organitzada per Ed Pearlman (futur fundador del Mexican 1000 Rally), que acabà amb l'establiment d'un rècord oficial per a vehicle 4x4, però amb un temps global lleugerament pitjor que el rècord de Meyers. Finalment, el 4 de juliol de 1967, un turisme American Motors Rambler American (sortit de Tijuana a les 9:00 del matí) reeixí a batre el rècord de Meyers, amb un temps total de 31 hores.

### 1967: El viatge d'Ed Pearlman
A mesura que els temps enregistrats a través del telègraf es feren populars, alguns competidors començaren a sentir la necessitat d'un esdeveniment organitzat que els permetés de competir entre ells. Un bon dia, Ed Pearlman convencé Dick Cepek, Claude Dozier, Ed Orr, Drino Miller i el periodista John Lawlor de provar el trajecte a La Paz, cosa que feren al juny de 1967.
El viatge, però, fou accidentat Però un cop hagueren sortit de Tijuana es veieren immersors de seguida en problemes mecànics. Aquest accidentat viatge donà ocasió a Ed Pearlman de madurar la seva idea de crear una associació que regulés tota aquesta activitat. Poc després acabà fundant la National Off-road Racing Association (NORRA), amb Pete Condos com a soci fundador. La NORRA començà les seves activitats anunciant un reconeixement oficial dels rècords prèviament establerts, i creà unes classes o categories que agrupaven els vehicles emprats a la Baja per tipus.
A finals d'estiu, la NORRA va batejar l'esdeveniment com a "Mexican 1000 Rally" i anuncià la primera cursa oficial de Tijuana a La Paz per a l'1 de novembre de 1967.

### Consolidació de l'esdeveniment

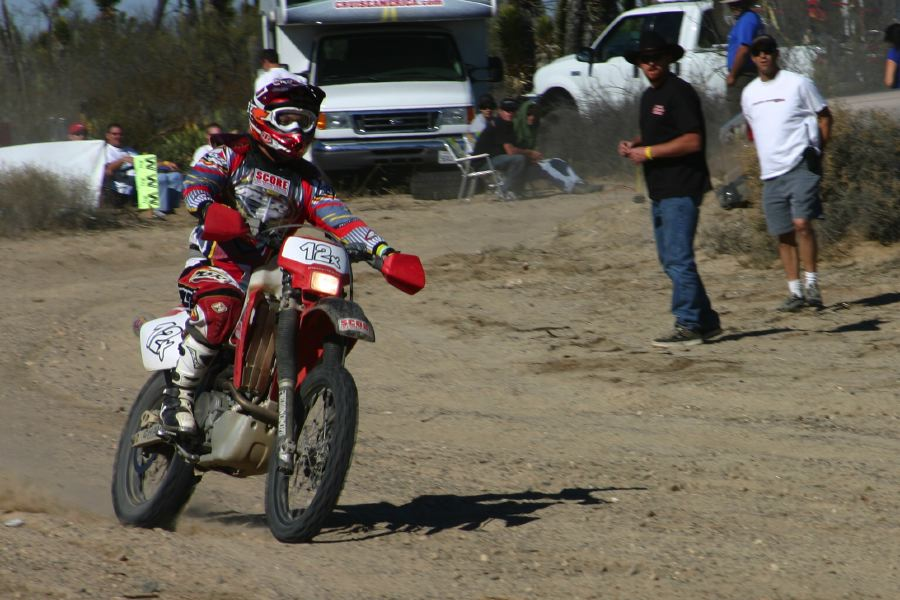
Un participant a la Baja 1000 del 2004, a la milla 328

La NORRA, doncs, organitzà la cursa de 1967 a 1972, fins que el 1973, el governador de la Baixa Califòrnia. Milton Castellanos, assignà l'organització de l'esdeveniment a una associació sense ànim de lucre mexicana anomenada Baja Sports Committee (BSC). Aquesta associació va canviar el nom de l'esdeveniment per Baja Mil i programà la cursa per a celebrar-la en les dates originals triades per la NORRA. Malgrat que aquesta entitat organitzava un esdeveniment als EUA el mateix cap de setmana, la BSC va reeixir tot organitzant la seva cursa entre Ensenada i La Paz, com als anys anteriors. La BSC, però, s'adonà que la promoció de les curses Baja era més difícil que no comptava. En comptes de renunciar a la cursa, el govern mexicà va demanar ajut a l'empresa Short Course Off-Road Enterprises (SCORE) per a l'organització i la promoció de futures curses de la Baja. Mitjançant negociacions amb el gerent de SCORE, Mickey Thompson, el govern acordà de cedir els drets exclusius per a organitzar curses Baja a aquella empresa, així com li permeté de cancel·lar l'esdeveniment de 1974. Aleshores, SCORE contractà Sal Fish com a president i va assumir el control de la Baja 1000 d'ençà d'aquell any, tot reprenent-ne l'organització a partir de 1975.

## Recorregut

### Rumbs possibles
- "Punt a punt" (Point-to-point): Una cursa point-to-point és aquella que comença i acaba a llocs diferents. La sortida es fa habitualment a Ensenada, però també s'ha fet a Tijuana i a Mexicali, i s'acaba a La Paz. La longitud del trajecte varia en aquests casos, però sovint supera els 1610 km (1.000 milles).
- "Cursa loop" (Loop race): Una cursa loop és aquella que comença i acaba al mateix lloc. Tradicionalment les Baja ho fan a Ensenada, però també ho han fet de vegades a Mexicali. La mitjana del recorregut són 1.335,755 km (830 milles).

### Sabotatge i armes trampa
Cada any hi ha informes d'espectadors sabotejadors que posen trampes al llarg del recorregut, tot cavant-hi sots, bloquejant el flux del riu o enterrant i amagant obstacles. Els corredors reben instruccions d'anar alerta si veuen aglomeracions d'espectadors a parts remotes del trajecte, ja que això podria indicar la proximitat de trampes ocultes o canvis d'obstacles. La majoria de les trampes no es posen pas per a ferir intencionadament els concursants, si no més aviat per a augmentar l'espectacularitat de la cursa tot afegint-hi salts o obstacles. Aquests salts creats a la babalà pels espectadors són perillosos perquè els corredors els poden encarar sense adonar-se'n a velocitats excessives, provocant danys als vehicles o lesions a si mateixos o als espectadors.
La consciència dels paranys i alteracions del terreny forma part sovint de l'estratègia dels competidors, representant un avantatge per als més preparats. Malgrat tot, atès el perill que representen les trampes, els competidors acostumen a comunicar-ne ràpidament la descoberta als seus rivals, mitjançant els equips de ràdio amb què van equipats els seus vehicles.

## Vehicles

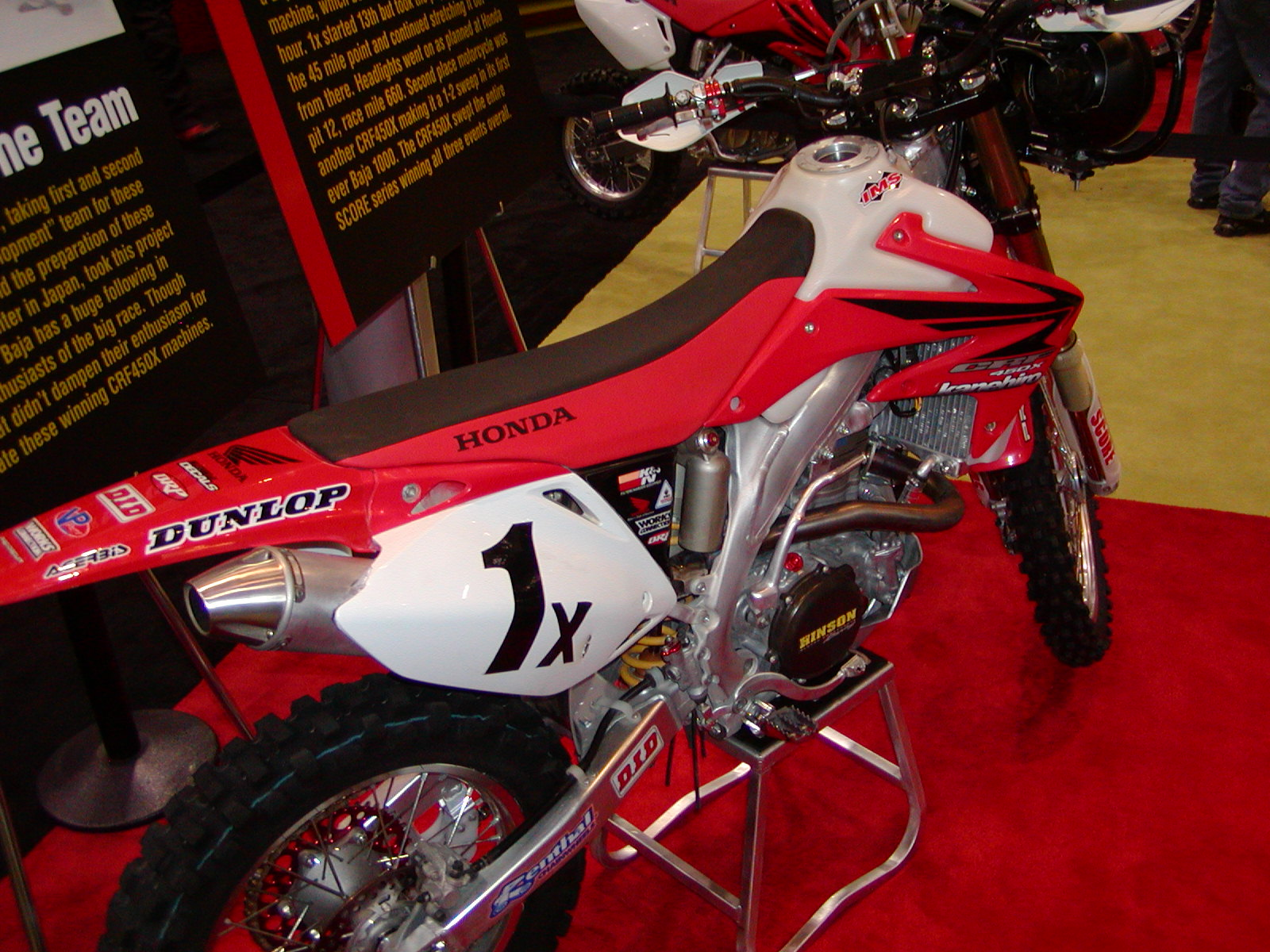
Honda CRF450X, guanyadora de la Baja 1000 de 2006, al San Jose Motorcycle Show

Tot i que els guanyadors absoluts són sovint motociclistes, molts competidors hi participen pilotant vehicles de quatre rodes de sèrie o preparats, com ara cotxes, camions, Quads i buggies.
Els equips competidors van des de grups amb suport de fàbrica que es construeixen vehicles a mida i proporcionen seguiment del vehicle amb helicòpter, fins als molt més petits (i mancats de glamour) equips privats, que hi participen amb vehicles de sèrie sense cap mena de mitjà de seguiment o suport. Els coneguts Volkswagen Escarabat, modificats per a l'ús fora d'asfalt i coneguts com a Baja Bugs (cuques Baja) han estat molt habituals a la cursa al llarg dels anys, tot i que
els camions Trophy Truck amb suport de fàbrica són els més vistosos.
En contrast amb els actuals vehicles de fàbrica amb tracció total (tant cotxes com camions), Erik Carlsson fou tercer el 1969 i cinquè el 1970 pilotant un Saab 96 V4 de sèrie amb tracció davantera.

### Categories actuals i antigues

#### Cotxes i camions
- SCORE Trophy Truck: Camions de producció "Open", sense límit
- SCORE Class 1: Vehicles "open-wheel" (rodes externes) monoplaça o dos seients, sense límit
- SCORE Class 1/2-1600: Vehicles "open-wheel" (rodes externes) monoplaça o dos seients, fins a 1600cc
- SCORE Class 2:
- SCORE Class 3: Vehicles 4X4 de distància entre eixos curta
- SCORE Class 4:
- SCORE Class 5: "Baja Bugs" sense límit
- SCORE Class 5-1600: "Baja Bugs" fins a 1600cc
- SCORE Class 6: Camions amb xassís de tub i motor V6
- SCORE Class 7: Mini camions "Open"
- SCORE Class 7S: Mini camions de sèrie (3000cc)
- SCORE Class 7SX: Mini camions modificats (4000cc)
- SCORE Class 8: Camions amb tracció a dues rodes
- SCORE Class 9: Vehicles "open-wheel" monoplaça o dos seients, de distància entre eixos curta
- SCORE Class 10: Vehicles "open-wheel" monoplaça o dos seients, fins a 2000cc
- SCORE Class 11: Turismes Volkswagen de sèrie.
- SCORE Lites Class 12: Vehicles "open-wheel" Volkswagen limitats (monoplaça - 1776cc, o dos seients - 1835cc).
- SCORE Class 17: Jeepspeed
- SCORE Stock Full: Camions de sèrie de gran cilindrada
- SCORE Stock Mini: Mini camions de sèrie (4300cc)
- SCORE Baja Challenge: Limitada, per a vehicles "open-wheel Baja touring"
- SCORE Sportsman Buggy:
- SCORE Sportsman Truck:
- SCORE Sportsman UTV:
- ProTruck: Camions de producció limitats regulats per la Baja ProTruck Off-Road Race Series

#### Motocicletes
- SCORE Class 20: Motors de dos temps fins a 125 cc o de quatre temps fins a 250 cc
- SCORE Class 21: De 126 cc a 250 cc.
- SCORE Class 22: A partir de 250 cc
- SCORE Class 30: Pilots de més de 30 anys
- SCORE Class 40: Pilots de més de 40 anys
- SCORE Class 50: Pilots de més de 50 anys
- SCORE Class 60: Pilots de més de 60 anys

#### Quads
- SCORE Class 24: Fins a 250 cc
- SCORE Class 25: A partir de 251 cc

## Guanyadors absoluts
A 31 de desembre de 2024
| Any  | Ruta                    | Cotxes i Camions                           | Cotxes i Camions   | Cotxes i Camions | Motocicletes                                                                   | Motocicletes  | Motocicletes |
| Any  | Ruta                    | Pilots                                     | Vehicle            | Temps            | Pilots                                                                         | Vehicle       | Temps        |
| ---- | ----------------------- | ------------------------------------------ | ------------------ | ---------------- | ------------------------------------------------------------------------------ | ------------- | ------------ |
| 1967 | Tijuana-La Paz          | Vic Wilson Ted Mangels                     | Meyers Manx VW     | 27:38            | J.N. Roberts Malcolm Smith                                                     | Husqvarna     | 28:48        |
| 1968 | Ensenada-La Paz         | Larry Minor Jack Bayer                     | Ford Bronco        | 21:11:32         | Larry Berquist Gary Preston                                                    | Honda         | 20:38:28     |
| 1969 | Ensenada-La Paz         | Larry Minor Rod Hall                       | Ford Bronco        | 20:48:10         | Gunnar Nilsson J.N. Roberts                                                    | Husqvarna     | 21:35:52     |
| 1970 | Ensenada-La Paz         | Drino Miller Vic Wilson Miller             | VW                 | 16:07            | Mike Patrick Phil Bowers                                                       | Yamaha        | 18:31        |
| 1971 | Ensenada-La Paz         | Parnelli Jones Bill Stroppe                | Ford Bronco        | 14:59            | Malcolm Smith Gunnar Nilsson                                                   | Husqvarna     | 16:51        |
| 1972 | Mexicali-La Paz         | Parnelli Jones Bill Stroppe                | Ford Bronco        | 16:47            | Gunnar Nilsson Rolf Tibblin                                                    | Husqvarna     | 19:19        |
| 1973 | Ensenada-La Paz         | Bobby Ferro Johnny Johnson                 | Funco VW           | 16:50            | Mitch Mayes A.C. Bakken                                                        | Husqvarna     | 18:42:51     |
| 1974 | No disputada            | No disputada                               | No disputada       | No disputada     | No disputada                                                                   | No disputada  | No disputada |
| 1975 | Ensenada-Ensenada       | Malcolm Smith Dr. Bud Feldkamp             | Hi-Jumper VW       | 18:55:49         | Al Baker Gene Cannady                                                          | Honda         | 18:22:55     |
| 1976 | Ensenada-Ensenada       | Ivan Stewart                               | Chenowth VW        | 12:17:28         | Larry Roeseler Mitch Mayes                                                     | Husqvarna     | 11:30:47     |
| 1977 | Ensenada-Ensenada       | Malcolm Smith Dr. Bud Feldkamp             | Funco VW           | 15:10:42         | Brent Wallingsford Scot Harden                                                 | Husqvarna     | 14:37:07     |
| 1978 | Mexicali-Ensenada       | Mark Stahl                                 | Chenowth VW        | 12:55:42         | Larry Roeseler Jack Johnson                                                    | Husqvarna     | 14:37:07     |
| 1979 | Ensenada-La Paz         | Walker Evans Bruce Florio                  | Dodge Pickup       | 20:48:27         | Larry Roeseler Jack Johnson                                                    | Husqvarna     | 19:48:04     |
| 1980 | Ensenada-Ensenada       | Mark Stahl                                 | Chenowth VW        | 13:33:55         | Larry Roeseler Jack Johnson                                                    | Yamaha        | 12:45:13     |
| 1981 | Ensenada-Ensenada       | Mark McMillin Thomas Hoke                  | Chenowth VW        | 20:29:14         | Scot Harden Brent Wallingsford                                                 | Husqvarna     | 17:14:05     |
| 1982 | Ensenada-La Paz         | Mickey Thompson Terry Smith                | Raceco VW          | 19:40:23         | Al Baker Jack Johnson                                                          | Honda         | 17:25:27     |
| 1983 | Ensenada-Ensenada       | Mark McMillin Ralph Paxton                 | Chenowth VW        | 20:29:14         | Dan Smith Dan Ashcraft                                                         | Husqvarna     | 14:48:10     |
| 1984 | Ensenada-Ensenada       | Mark McMillin Ralph Paxton                 | Chenowth VW        | 16:27:09         | Chuck Miller Randy Morales                                                     | Honda         | 14:34:34     |
| 1985 | Ensenada-Ensenada       | Steve Sourapas Dave Richardson             | Raceco VW          | 17:54:55         | Randy Morales Derrick Paiement                                                 | Honda         | 17:44:42     |
| 1986 | Ensenada-La Paz         | Mark McMillin Ralph Paxton                 | Chenowth Porsche   | 18:26:28         | Bruce Ogilvie Chuck Miller                                                     | Honda         | 18:05:52     |
| 1987 | Ensenada-Ensenada       | Bob Gordon Malcolm Smith                   | Chenowth Porsche   | 13:15:04         | Dan Ashcraft Bruce Ogilvie                                                     | Honda         | 12:02:14     |
| 1988 | Ensenada-Ensenada       | Mark McMillin                              | Chenowth Porsche   | 18:07:09         | Paul Krause Larry Roeseler Danny LaPorte                                       | Kawasaki      | 17:53:16     |
| 1989 | Ensenada-La Paz         | Robby Gordon                               | Ford Pickup        | 18:04:07         | Larry Roeseler Danny LaPorte Ted Hunnicutt Jr.                                 | Kawasaki      | 17:53:16     |
| 1990 | Ensenada-Ensenada       | Bob Gordon Robyn Gordon Robby Gordon       | Chenowth Chevrolet | 12:30:45         | Larry Roeseler Ted Hunnicutt Jr. Danny LaPorte                                 | Kawasaki      | 11:11:45     |
| 1991 | Ensenada-Ensenada       | Larry Ragland                              | Chevrolet Pickup   | 16:37:35         | Larry Roeseler Ted Hunnicutt Jr. Marty Smith                                   | Kawasaki      | 13:35:25     |
| 1992 | Ensenada-La Paz         | Paul Simon Dave Simon                      | Ford Ranger        | 16:53:02         | Danny Hamel Garth Sweetland Paul Ostbo                                         | Kawasaki      | 16:50:12     |
| 1993 | Mexicali-Mexicali       | Ivan Stewart                               | Toyota SR5         | 13:29:11         | Danny Hamel Larry Roeseler Ty Davis                                            | Kawasaki      | 13:57:23     |
| 1994 | Mexicali-Mexicali       | Jim Smith                                  | Ford TT            | 10:28:56         | Danny Hamel Larry Roeseler Ty Davis                                            | Kawasaki      | 10:20:47     |
| 1995 | Tijuana-La Paz          | Larry Ragland                              | Chevrolet TT       | 20:14:12         | Paul Krause Ty Davis Ted Hunnicutt Jr.                                         | Kawasaki      | 19:31:19     |
| 1996 | Ensenada-Ensenada       | Larry Ragland                              | Chevrolet TT       | 14:38:59         | Paul Krause Ty Davis Greg Zitterkopf                                           | Kawasaki      | 14:11:02     |
| 1997 | Ensenada-Ensenada       | Larry Ragland                              | Chevrolet TT       | 13:53:46         | Johnny Campbell Tim Staab Greg Bringle                                         | Honda         | 13:19:59     |
| 1998 | Santo Tomás-La Paz      | Ivan Stewart                               | Toyota             | 19:08:20         | Johnny Campbell Jimmy Lewis                                                    | Honda         | 18:58:48     |
| 1999 | Ojos Negros-Ojos Negros | Larry Ragland                              | Chevrolet          | 14:26:36         | Johnny Campbell Tim Staab                                                      | Honda         | 14:15:42     |
| 2000 | Ensenada-Cabo San Lucas | Dan Smith Dave Ashley                      | Ford               | 32:15:39         | Johnny Campbell Tim Staab Craig Smith Steve Hengeveld                          | Honda         | 30:54:12     |
| 2001 | Ensenada-Ensenada       | Doug Fortin Charlie Townsley               | Jimco Chevrolet    | 14:35:42         | Johnny Campbell Tim Staab                                                      | Honda         | 13:51:40     |
| 2002 | Ensenada-La Paz         | Dan Smith Dave Ashley                      | Ford               | 16:19:03         | Steve Hengeveld Johnny Campbell Andy Grider                                    | Honda         | 16:17:28     |
| 2003 | Ensenada-Ensenada       | Doug Fortin Charlie Townsley               | Jimco Chevrolet    | 16:24:02         | Steve Hengeveld Johnny Campbell                                                | Honda         | 15:39:52     |
| 2004 | Ensenada-La Paz         | Troy Herbst Larry Roeseler                 | Smithbuilt-Ford    | 16:18:14         | Steve Hengeveld Johnny Campbell Kendall Norman                                 | Honda         | 15:57:37     |
| 2005 | Ensenada-Ensenada       | Larry Roeseler Troy Herbst                 | Smithbuilt-Ford    | 15:06:19         | Steve Hengeveld Johnny Campbell Mike Childress                                 | Honda         | 14:20:30     |
| 2006 | Ensenada-La Paz         | Andy McMillin Robby Gordon                 | Chevrolet          | 19:15:17         | Steve Hengeveld Mike Childress Quinn Cody                                      | Honda         | 18:17:50     |
| 2007 | Ensenada-Cabo San Lucas | Mark Post Rob MacCachren Carl Renezeder    | Ford               | 25:21:25         | Robby Bell Kendall Norman Steve Hengeveld Johnny Campbell                      | Honda         | 24:15:50     |
| 2008 | Ensenada-Ensenada       | Roger Norman Larry Roeseler                | Ford               | 12:40:33         | Robby Bell Kendall Norman Johnny Campbell                                      | Honda         | 12:29:10     |
| 2009 | Ensenada-Ensenada       | Andy McMillin Scott McMillin               | Chevrolet          | 14:19:50         | Kendall Norman Timmy Weigand Quinn Cody                                        | Honda         | 13:27:50     |
| 2010 | Ensenada-La Paz         | Tavo Vildosola Gus Vildosola               | Ford F-150 TT      | 19:00:04         | Kendall Norman Quinn Cody                                                      | Honda         | 19:20:52     |
| 2011 | Ensenada-Ensenada       | Andy McMillin Scott McMillin               | Ford Raptor TT     | 14:51:36         | Kendall Norman Quinn Cody Logan Holladay                                       | Honda         | 14:14:25     |
| 2012 | Ensenada-La Paz         | BJ Baldwin                                 | Chevrolet TT       | 20:00:59         | Colton Udall Timmy Weigand David Kamo                                          | Honda         | 20:09:30     |
| 2013 | Ensenada-Ensenada       | BJ Baldwin                                 | Chevrolet TT       | 18:36:10         | Colton Udall Timmy Weigand David Kamo Mark Samuels                             | Honda         | 18:29:14     |
| 2014 | Ensenada-La Paz         | Rob MacCachren Andy McMillin Jason Voss    | Ford TT            | 22:31:27         | Ricky Brabec Robby Bell Steve Hengeveld Max Eddy Jr.                           | Kawasaki      | 24:24:01     |
| 2015 | Ensenada-Ensenada       | Rob MacCachren Andy McMillin               | Ford TT            | 15:38:33         | Colton Udall Mark Samuels Justin Jones                                         | Honda         | 16:29:08     |
| 2016 | Ensenada-Ensenada       | Rob MacCachren Jason Voss                  | Ford TT            | 17:12:58         | Justin Jones David Kamo Mark Samuels Daymon Stokie Colton Udall                | Honda         | 18:16:42     |
| 2017 | Ensenada-La Paz         | Juan C. Lopez Apdaly Lopez                 | Ford TT            | 19:53:36         | Francisco Arredondo Shane Esposito Justin Morgan Max Eddy Jr. Ty Davis         | Honda         | 21:07:16     |
| 2018 | Ensenada-Ensenada       | Cameron Steele Pat Dean                    | Ford TT            | 16:24:02         | Justin Morgan Mark Samuels Justin Jones                                        | Honda         | 16:23:26     |
| 2019 | Ensenada-Ensenada       | Alan Ampudia Aaron Ampudia                 | Ford TT            | 16:10:35         | Justin Morgan David Kamo Max Eddy Jr Shane Esposito                            | Honda         | 17:34:28     |
| 2020 | Ensenada-Ensenada       | Luke McMillin Larry Roeseler               | Ford TT            | 19:10:25         | Justin Morgan Mark Samuels Justin Jones                                        | Honda         | 20:50:30     |
| 2021 | Ensenada-La Paz         | Luke McMillin Rob MacCachren               | Chevrolet TT       | 20:45:59         | Justin Morgan Mark Samuels Brandon Prieto Kendall Norman                       | Honda         | 23:07:18     |
| 2022 | Ensenada-Ensenada       | Luke McMillin Rob MacCachren               | Chevrolet TT       | 16:37:45         | Justin Morgan Mark Samuels Kendall Norman                                      | Honda         | 18:51:30     |
| 2023 | La Paz–Ensenada         | Bryce Menzies Andy McMillin Tavo Vildósola | Ford TT            | 22:35:33         | Juan Carlos Salvatierra Carter Klein Diego Llanos Shane Logan Corbin McPherson | KTM 450SX-F   | 26:33:41     |
| 2024 | Ensenada-Ensenada       | Luke McMillin Rob MacCachren               | Chevrolet TT       | 15:54:37         | Justin Morgan Tyler Lynn Brandon Prieto Ryan Surratt                           | Honda CRF450X | 17:52:33     |

Notes
1. ↑  Tret que s'indiqui, els guanyadors eren estatunidencs.
2. ↑  Oficialment, la cursa es va anomenar Baja 2000 (1.726 milles) l'any 2000.

## Competidors notables
L'actor americà Paul Newman fou el participant més vell de la història, en competir-hi el 2004 a 80 anys.
- Steve Appleton, President/CEO de Micron Technology
- Ron Bishop,[4] l'únic motociclista a competir en totes les edicions a data de 2010
- Anna Jo Cody, la primera dona a completar la baja 1000 en solitari
- James Garner[4]
- Larry Roeseler
- Rolf Tibblin
- Danny LaPorte
- Hiro Matsushita
- Steve McQueen[4]
- Chad McQueen[4]
- Gunnar Nilsson[4]
- Ted Nugent[4]
- Danny Ongais[4]
- Travis Pastrana
- Malcolm Smith[4]
- Marty Smith
- Mickey Thompson[4]
- Johnny Unser[4]

## Filmografia
- Caplice, Lincoln. The Desert Said Dance (en anglès).  Mojave Productions, 2022.